# Saint-Maulvis
Saint-Maulvis (picardisch: Saint-Meuvi) ist eine nordfranzösische Gemeinde mit 280 Einwohnern (Stand 1. Januar 2022) im Département Somme in der Region Hauts-de-France. Die Gemeinde liegt im Arrondissement Amiens (seit 2009) und ist Teil der Communauté de communes Somme Sud-Ouest und des Kantons Poix-de-Picardie.

## Geographie
Die von zwei Trockentälern durchzogene Gemeinde liegt auf der Hochfläche des Vimeu rund zehn Kilometer südöstlich von Oisemont. Zur Gemeinde gehört der Weiler La Pannetière mit einer Ziegelei.

## Toponymie und Geschichte
Der Gemeindename ist eine Verunstaltung des Namens des Gemeindeheiligen und Pfarrpatrons Saint-Mendé (Saint-Mesnelé; Meneleus).
Das Gemeindegebiet war schon in gallischer Zeit bewohnt. Vor 1179 bestand eine Kommende des Johanniterordens. Im Hundertjährigen Krieg wurde Saint-Maulvis niedergebrannt. Das lokale Gewohnheitsrecht wurde 1507 fixiert. 1540 ließ Florimond de Biencourt ein Schloss errichten, das nicht mehr vorhanden ist. in der Französischen Revolution wurden die Domänen der Kommende und der Seigneurie aufgeteilt und verkauft.

## Einwohner
| 1962 | 1968 | 1975 | 1982 | 1990 | 1999 | 2006 | 2011 |
| ---- | ---- | ---- | ---- | ---- | ---- | ---- | ---- |
| 350  | 293  | 294  | 242  | 205  | 226  | 246  | 259  |

## Sehenswürdigkeiten

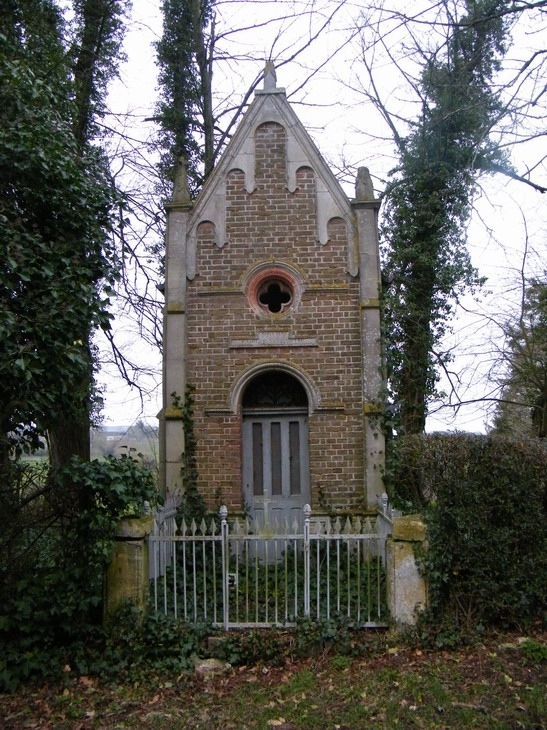
Kapelle in Richtung zur Nachbargemeinde Épaumesnil

- Kirche Saint-Mendé, deren mächtiger Turm 1926 als Monument historique eingetragen.[1][2]
- Zwei Familienkapellen
- Kriegerdenkmal auf dem Friedhof[3]

## Persönlichkeiten
- ´Gédéon de Forceville, Bildhauer (1799–1886), hier geboren